# PZL P.11
Die PZL P.11 war ein in Polen konstruiertes einmotoriges Standard-Jagdflugzeug aus den 1930er-Jahren.

## Entwicklung
Mit dem 1928 eingestellten jungen Konstrukteur Zygmunt Puławski begann die polnische PZL (Staatliche Flugzeug-Werke) mit dem Bau von Jagdeindeckern mit Möwenflügeln. Alle frühen Serienmodelle wurden von in Polen gebauten Jupiter-Motoren angetrieben. Eine große Zahl von Jagdflugzeugen des Typs PZL P.7a bildete das Rückgrat der polnischen Luftstreitkräfte. Die P.11 war der Nachfolger.
Als der Prototyp flugbereit war, kam Puławski im März 1931 bei einem Flugzeugabsturz ums Leben. Seine Nachfolger wurden Stanisław Prauss und Wsiewołod Jakimiuk.
Der Erstflug des Prototyps P.11/I fand im August 1931 zunächst mit einem 384 kW (522 PS) starken Jupiter IX.ASb statt. Erst im Dezember 1931 folgte die P.11/II mit einem 395 kW (537 PS) starken Bristol Mercury IVA mit breitem Townend-Ring.
Nach längeren Versuchen ging die P.11a mit dem in Polen gebauten Mercury IVS in Serie (25 Stück gebaut). 1934 wurde die Sicht für den Piloten dadurch verbessert, dass der Motor tiefer eingebaut und der Pilot höher gesetzt wurde (P.11c, 175 Stück gebaut). Gleichzeitig wurde das Leitwerk und die Tragflächen geändert und Vorbereitungen für den Einbau eines Funkgeräts sowie zwei weiterer MGs in die Tragflächen getroffen. Sie standen jedoch für den Einbau gewöhnlich nicht zur Verfügung. Es wurden 175 Maschinen produziert.

Das letzte Serienmodell war die P.11b (50 Stück) für den Export, die in Rumänien als IAR P.11f (80 Stück) gebaut wurde. Weitere Entwicklungen waren geplant.
Bei Kriegsausbruch war die PZL P.11 der Standardjäger der polnischen Luftwaffe. Zur Luftverteidigung Polens traten im September 1939 zwölf Staffeln P.11c mit jeweils nur zwei MG an. Sie operierten ohne Warnsystem unter chaotischen Bedingungen. Dennoch schossen sie bei 114 eigenen Verlusten 126 deutsche Flugzeuge ab, darunter neun Messerschmitt Bf 109 und sechs Messerschmitt Bf 110. Den ersten polnischen, und somit auch alliierten, Luftsieg, dieses Krieges erzielte Leutnant Władysław Gnys mit einer P.11 am 1. September 1939 um 05:20 Uhr gegen eine Ju 87 der I. Gruppe des Stuka-Geschwaders 2. Die letzten PZL-Jäger bildete die P.24-Familie, von denen viele Varianten nur für den Export gebaut wurden.
Sie wurden nach dem Ende des Überfalls auf Polen von den Deutschen auch zu Schulungszwecken verwendet.

## Verbleib
Von den 350 gebauten Maschinen ist nur ein Exemplar bis heute erhalten geblieben. Hierbei handelt es sich um eine PZL P.11c, die im polnischen Luftfahrtmuseum in Krakau ausgestellt ist.

## Einsatzländer

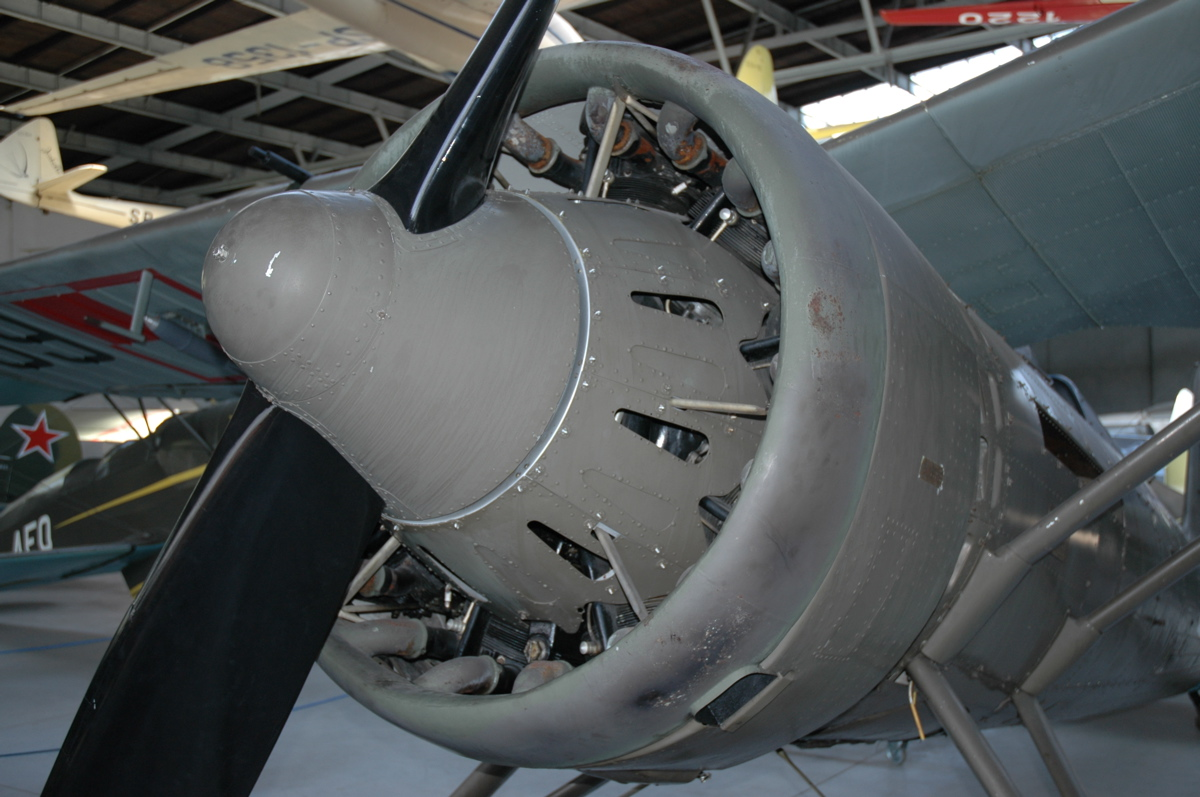
Frontpartie einer erhaltenen P.11c mit direkter Sicht auf den Mercury-Motor

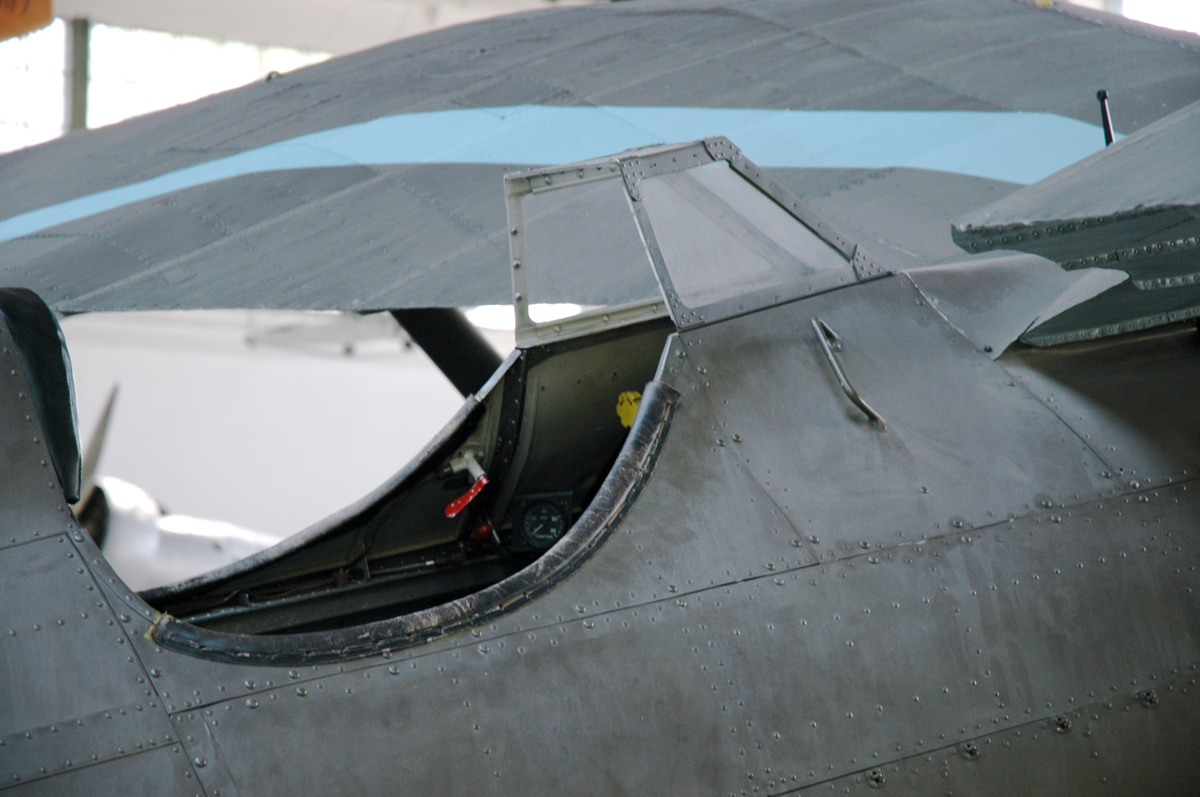
Blick auf das Cockpit

- Polen
- Rumänien
- Deutsches Reich

## Technische Beschreibung
Die P.11c war ein abgestrebter Schulterdecker in Ganzmetall-Bauweise mit markantem Puławski-Flügel. Das Normalleitwerk bestand ebenfalls aus Metall und war verstrebt. Das Fahrwerk war starr. Am Heck befand sich ein Schleifsporn.

## Technische Daten

Dreiseitenriss der PZL P.11c

| Kenngröße             | Daten (PZL P.11c) |
| --------------------- | --- |
| Besatzung             | 1 |
| Spannweite            | 10,72 m |
| Länge                 | 7,55 m |
| Höhe                  | 2,85 m |
| Flügelfläche          | 17,90 m² |
| Flügelstreckung       | 6,4 |
| Leermasse             | 1147,5 kg |
| Startmasse            | max. 1630 kg |
| Antrieb               | ein luftgekühlter 9-Zylinder-Sternmotor PZL Mercury VIS2 mit 645 PS (474 kW)                                               |
| Höchstgeschwindigkeit | 389 km/h in 5500 m Höhe |
| Steigrate             | 800 m/min |
| Dienstgipfelhöhe      | 8000 m |
| Reichweite            | normal 670 km max. 810 km bei Marschgeschwindigkeit                                                                        |
| Bewaffnung            | vier 7,7-mm-MG Wz 33 mit je 500 Schuss an den Rumpfseiten und Gehänge für leichte (12,25-kg-) Bomben unter den Tragflächen |